# Charles A. Gulick
Charles Adams Gulick (Dallas, 13 de septiembre de 1896-27 de octubre de 1984) fue un historiador y economista estadounidense.

## Biografía
Nacido en Dallas, Texas, en septiembre de 1896, el día 13, fue profesor de economía de la Universidad de California en Berkeley. Estudió la historia de Austria tras la Primera Guerra Mundial, durante la Primera República.
Fue autor de obras como Labor Policy of the United States Steel Corporation (Columbia University, 1924; Longmans Green, 1925) y Austria: From Habsburg to Hitler (University of California Press, 1948); una obra prologada por Walther Federn que consta de dos volúmenes: «Labor's Workshop of Democracy» y «Fascism's Subversion of Democracy», en la que demostraría una posición favorable a los socialdemócratas, según John T. Lauridsen. También fue compilador, junto a Roy A. Ockert y Raymond J. Wallace, de History and Theories of Working-Class Movements. A Select Bibliography (Bureau of Business and Economic Research / Institute of Industrial Relations, 1955). Falleció en 1984.